# Комаров Ярослав Михайлович
Яросла́в Миха́йлович Комаро́в (нар. 3 січня 1984 — 11 липня 2016) — старший солдат Збройних сил України, учасник російсько-української війни.

## Життєпис
Народився 1984 року в місті Київ. Навчався в ЗОШ № 239 Оболонського району, після 9 класів — в ПТУ № 9. 2002 року здобув професію газоелектрозварювальника-рихтувальника кузовів легкових автомобілів. 2002 року призваний на строкову службу до лав ЗСУ, по контракту від 2003-го служив сапером у миротворчій місії в Іраку. Демобілізувавшись, працював по професії на станції техобслуговування.
Брав участь в подіях Революції Гідності.
У часі війни доброволець; проходив навчання у Львівській області, де надав побратиму першу медичну допомогу — чим врятував життя, матері було направлено лист-подяку. Старший солдат, командир відділення саперного взводу, 24-й окремий штурмовий батальйон «Айдар». Від 19 жовтня 2015 року — у зоні бойових дій. Проходив службу снайпером, потім сапером у групі прикриття; брав участь у багатьох боях, зокрема неподалік селища Новгородське й у Мар'їнському районі.
16 березня 2016 року нагороджений відзнакою знаком командуючого сухопутних військ «За службу», 16 травня — грамотою та нагрудним знаком «За зразкову службу». Тричі рятував життя побратимів.
11 липня 2016-го вранці загинув під час виконання бойового завдання неподалік Славного (Мар'їнський район): сапери разом з групою прикриття висунулися на передній край та натрапили на міну направленої дії із «розтяжкою», загинули Ярослав Комаров й молодший лейтенант Юрій Гуртяк, ще один вояк зазнав поранень.
13 липня з Комаровим попрощалися на Майдані Незалежності.
Без Ярослава лишилися мама, дружина, донька 2009 р.н.

## Нагороди та вшанування
- указом Президента України № 345/2016 від 22 серпня 2016 року «за особисту мужність і високий професіоналізм, виявлені у захисті державного суверенітету та територіальної цілісності України, вірність військовій присязі» — нагороджений орденом Богдана Хмельницького III ступеня (посмертно)[1]
- Нагрудний знак «За взірцевість у військовій службі» III ступеня
- нагрудним знаком «Герой Киянин» (посмертно)
- 14 жовтня 2017 року на будинку 16Е, де він проживав (Оболонський проспект) відкрито меморіальну дошку честі Ярослава Комарова.